# Maiores pennas nido
Maiores pennas nido (ч. „мајорес пенас нидо”) значи Крила већа од гнијезда. (Хорације)

## Поријекло изрека
Изрекао, у посљедњем вијеку старе ере, Римски лирски пјесник, Хорације.

## Тумачење
Тако се говори онима који су осредњих способности, а желе да се издигну високо.